# María San Gil
María San Gil Noain (San Sebastián, 15 de enero de 1965) es una política española que ha desarrollado su labor en el País Vasco. Teniente de alcalde del Ayuntamiento de San Sebastián entre 1999 y 2002 y diputada en el Parlamento Vasco, desempeñó la presidencia del Partido Popular del País Vasco entre 2004 y 2008.

## Inicios
Oriunda de la Parte Vieja de San Sebastián, realizó el bachillerato en el Colegio Francés de esta ciudad. Cursó estudios superiores en Salamanca, donde se licenció en la especialidad de Filología Bíblica Trilingüe (lenguas hebrea, latina y griega) en la facultad del mismo nombre de la Universidad Pontificia.

## Actividad política
Entre los años 1991 y 1992 trabajó como secretaria del Grupo Popular en el Ayuntamiento de San Sebastián. Posteriormente pasó a colaborar con el primer teniente de alcalde y concejal delegado de Urbanismo de San Sebastián, Gregorio Ordóñez, en calidad de asesora.
El 23 de enero de 1995, cuando comía con ella en un restaurante de la ciudad, Gregorio Ordóñez fue asesinado de un tiro en la cabeza por la organización terrorista ETA, siendo condenado el miembro de ETA, Francisco Javier García Gaztelu, alias «Txapote», a 30 años de prisión. Este hecho produjo un cambio radical en la dirección de su carrera política, pasando a la primera fila de la actividad política.
Durante la corporación municipal 1995-1999 pasó a formar parte, como concejal del Grupo Popular del consistorio donostiarra. A lo largo de la siguiente, hasta marzo de 2002, desempeñó los cargos de concejal delegada de Desarrollo Económico, Empleo y Comercio y de teniente de alcalde. 
Tras el Congreso celebrado el 24 de junio de 2000 fue nombrada presidenta del Partido Popular de Guipúzcoa. En 2003 se convirtió en portavoz del Grupo Popular en el mismo consistorio. En julio de 2004, por ser candidata a lendakari por el Partido Popular del País Vasco, renunció a su acta de concejal y simultáneamente abandonó la presidencia provincial de esta formación.
Vicesecretaria del Partido Popular del País Vasco, en 2004, tras el XI Congreso Regional, celebrado los días 5 y 6 de noviembre, fue nombrada presidenta del mismo partido. Desde el XIII Congreso, (enero de 1999), forma parte también del Comité Ejecutivo Nacional.
En las elecciones autonómicas vascas de 2005, fue cabeza de lista por la provincia de Guipúzcoa y realizó campaña como candidata a lendakari. Tras estos comicios el PP perdió la segunda plaza tanto en número de votos como en escaños y se convirtió en tercera fuerza política vasca, tras el Partido Nacionalista Vasco y el Partido Socialista de Euskadi-Euskadiko Ezkerra. Tras estos comicios pasaría a desempeñar el cargo antes ocupado por Jaime Mayor Oreja como presidenta del PP del País Vasco.
El 18 de abril de 2007, al serle diagnosticado un cáncer de mama, se apartó temporalmente de la actividad política; no obstante, el 2 de agosto del mismo año anunció su regreso, asegurando que felizmente su enfermedad, tras la intervención quirúrgica y el posoperatorio consecuente, tenía «un magnífico pronóstico, de recuperación del 100 %».

## Abandono de la actividad política
En mayo de 2008, en plena crisis política de su partido tras perder las elecciones generales de marzo, fue designada junto a Alicia Sánchez-Camacho y a José Manuel Soria miembro de la comisión redactora de la ponencia política del XVI Congreso nacional del PP, celebrado en junio de ese mismo año, pero decide abandonarla por diferencias de criterio fundamentales con sus compañeros de redacción y con Mariano Rajoy. El 21 de mayo, después de una reunión con el propio Rajoy días atrás para tratar de solventar las discrepancias en torno al contenido de la ponencia, haría público un comunicado en el que mostraría su desconfianza en Rajoy y su dimisión como presidenta y como miembro del grupo parlamentario del PP vasco. En septiembre de 2008 renunció formalmente a su escaño en el Parlamento vasco.
Aunque en septiembre de 2008 la presidenta de la Comunidad de Madrid y líder del Partido Popular en esa comunidad, Esperanza Aguirre, le ofreció un puesto a San Gil en Madrid, sin especificar más, ésta lo rechazó. En palabras de Aguirre dijo que, a su juicio, «María San Gil de momento no quiere estar en la primera fila del ámbito político ni mediático».
Fueron motivo de polémica las opiniones de Leopoldo Barreda recogidas en el libro Memorias de Euskadi de María Antonia Iglesias en las que el portavoz popular, refería la salida de San Gil de la política activa del PP. Barreda afirmó que María San Gil dijo públicamente que no era «a nosotros» a quien la gente quería, sino a ella, que era el referente nacional, el referente moral, la que tenía los votos, a la que más querían de España y a la que «querían» las cámaras. El PP exigió a su portavoz que matizara lo dicho sobre San Gil, ante el malestar detectado, mientras que la política no respondió a dichas afirmaciones.
Tras muchos años apartada de los medios, regresó en 2019 para apoyar públicamente a Pablo Casado y otros líderes del PP como Martínez-Almeida, pero declinó la oferta de presentarse a las elecciones europeas de igual modo que rechazó ese mismo año ser número 2 del partido por Madrid de cara a las elecciones generales.
En 2021 abandona su militancia en el Partido Popular para crear NEOS, junto con Jaime Mayor Oreja. Se trata de una plataforma en defensa del humanismo cristiano que aboga por una gran alianza de derechas españolas.

## Ideología
Se describe como «hija adoptada» de Jaime Mayor Oreja. Frecuentemente polémica en sus declaraciones, defiende sus argumentos con contundencia y cree en una vía de gobierno alternativa al nacionalismo vasco, al que considera excluyente y crispante. Tras la derrota electoral, que supuso el apartamiento de Mayor Oreja de la política en el País Vasco, según los oponentes políticos de María San Gil, ella representa la corriente más conservadora dentro del Partido Popular.
En noviembre de 2006 se manifestó pública y frontalmente en contra del diálogo del Gobierno de Rodríguez Zapatero con ETA.
Desde 2018 participa activamente en retiros espirituales y organizaciones católicas, y afirma acudir a misa diariamente. Vinculada a la Fundación Universitaria San Pablo CEU, es miembro y vicesecretaria general de la Asociación Católica de Propagandistas. San Gil se ha manifestado en contra del aborto inducido y a favor de que los activistas puedan concentrarse frente a las clínicas abortistas para rezar en grupo.

## Obras
- San Gil Noain, María (2011). En la mitad de mi vida. Editorial Planeta. ISBN 978-84-08-10183-3.
- Arsuaga Rato, Ignacio; San Gil Noain, María (2014). Aborto cero. Stella Maris Editorial. ISBN 978-84-16128-08-2.